# Vijfsluizen (metrostation)
Vijfsluizen is een metrostation in Schiedam, op de grens met Vlaardingen direct naast de A4, in het gebied Vijfsluizen. Metro's van de metrolijn C doen het station aan. Het station is ontworpen door het architectenbureau Zwarts & Jansma architecten en werd in gebruik genomen met de opening van de Beneluxlijn op 4 november 2002.
De metro's in zuidwestelijke richting hebben als eindbestemming Spijkenisse, die in oostelijke richting rijden naar Capelle aan den IJssel. Overdag rijden de metro's in beide richtingen om de 10 minuten. In de avonduren, op zaterdagochtend en de gehele zondag geldt er een interval van 15 minuten.
Station Vijfsluizen is een belangrijk overstappunt voor bus en metro in de regio Rotterdam.
Tussen april 2017 en de opening van de Hoekse Lijn (30 september 2019) werd station Vijfsluizen tijdelijk in de spits ook bediend door metrolijn A (behalve tijdens schoolvakanties). Dit had te maken met de ombouw van de Hoekse Lijn en het feit dat er vanaf station Vijfsluizen pendelbussen richting Vlaardingen reden.

## Overig openbaar vervoer
| Lijn | Traject                                                          | Via                                                                      | Vervoerder | Opmerkingen                         |
| ---- | ---------------------------------------------------------------- | ------------------------------------------------------------------------ | ---------- | ----------------------------------- |
| 126  | Schiedam Centrum - Maassluis West                                | Koemarkt, Vijfsluizen, Vlaardingen Oost, Liesveldviaduct (stadscentrum), | RET        | Rijdt niet 's avonds en op zondag   |
| 826  | Schiedam, Station Schiedam Centrum → Honselersdijk, FloraHolland | Vlaardingen, Maasland Viaduct, Maassluis                                 | EBS        | Rijdt één rit in de vroege ochtend. |

## Afbeeldingen

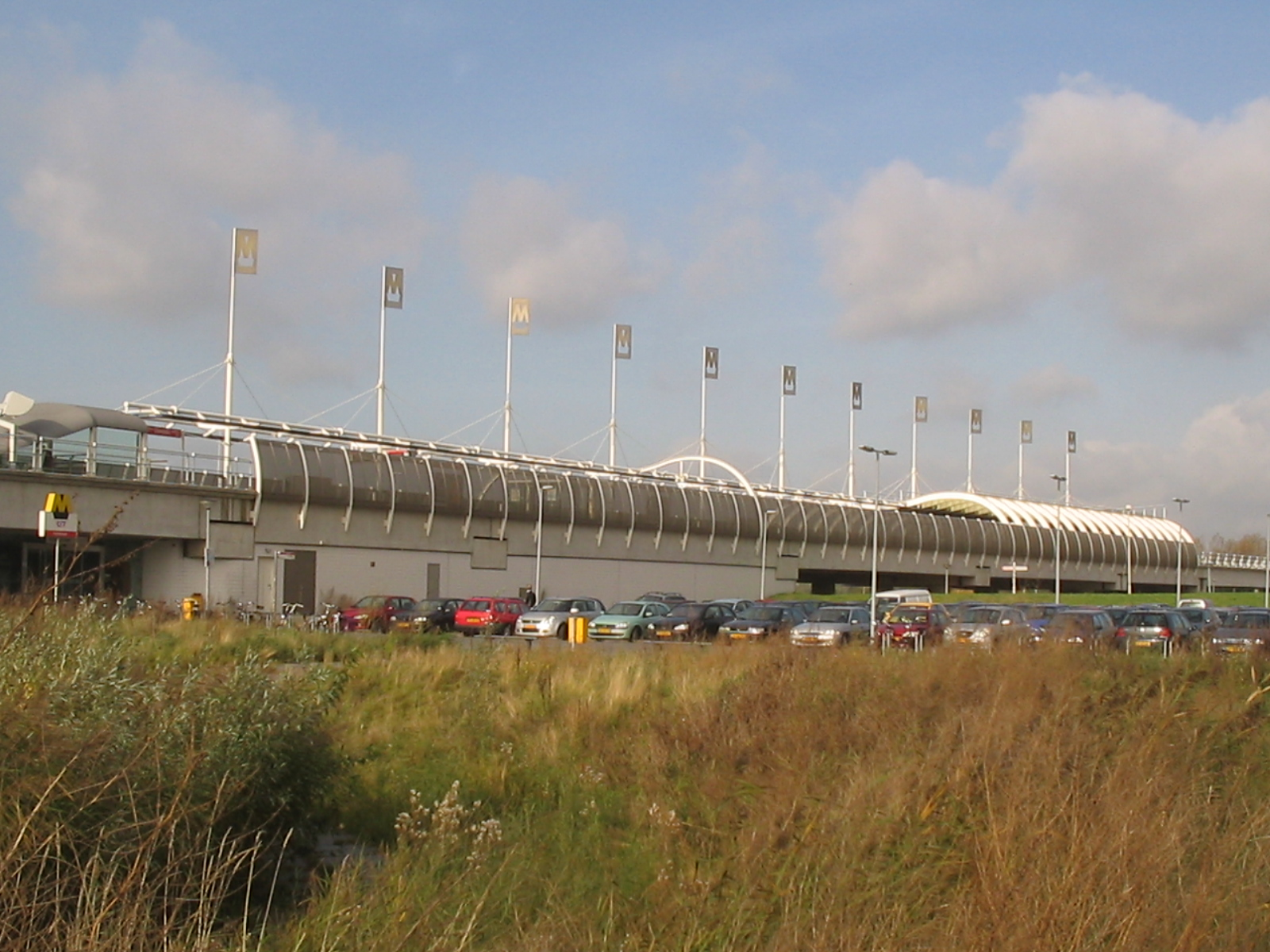
Metrostation Vijfsluizen

De Terp · Capelle Centrum · Slotlaan · Capelsebrug · Kralingse Zoom · Voorschoterlaan · Gerdesiaweg · Oostplein · Blaak  · Beurs · Eendrachtsplein · Dijkzigt · Coolhaven · Delfshaven · Marconiplein · Schiedam Centrum  · Parkweg · Troelstralaan · Vijfsluizen · Pernis · Tussenwater · Hoogvliet · Zalmplaat · Spijkenisse Centrum · Heemraadlaan · De Akkers